# Кисуцький Лесковець
Кисуцки Лєсковец (словац. Kysucký Lieskovec) — село, громада округу Кисуцьке Нове Место, Жилінський край. Кадастрова площа громади — 12,32 км².
Населення 2354 особи (станом на 31 грудня 2018 року).

## Історія
Кисуцки Лєсковец згадується 1438 року.

## Географія
Протікає річка Лоднянка.

## Населення
| Рік:            | 1994. | 2004.   | 2014.   | 2024.   |
| --------------- | ----- | ------- | ------- | ------- |
| Кількість осіб: | 2248  | 2267    | 2340    | 2322    |
| Різниця:        |       | +0,84 % | +3,22 % | -0,76 % |

| Рік:            | 2023. | 2024.   |
| --------------- | ----- | ------- |
| Кількість осіб: | 2352  | 2322    |
| Різниця:        |       | -1,27 % |